# أكرم شكري
أكرم شكري (1910 - 1983) هو فنان تشكيلي ومهندس معماري عراقي.

## حياته
ولد أكرم شكري في بغداد عام 1910، ونشأ في حي حسن باشا لعائلة بسيطة. أكمل دراسته الابتدائية من مدرسة المأمونية عام 1922. شجعه أستاذه شوكت الخفاف خلال دراسته الثانوية على دراسة الرسم، وأخذ يرسم كتب التاريخ. درس الفنون الجميلة في البداية في بغداد وبعد تخرجه عُين في نفس المدرسة الابتدائية التي تخرج منها. في عام 1931 بدأ الملك فيصل بتقديم منح فنية للفنانين العراقيين بغرض الدراسة في الخارج، وكان أكرم أول عراقي يحصل على هذه المنحة. فسافر إلى لندن ليدرس الرسم في كلية سليد سكول في لندن وتخرج عام 1936. حدثت تغييرات في وزارة المعارف أجبرته على العودة إلى بغداد. عُين بعد ذلك في المتحف العراقي وبقي فيه 27 عاماً. أصبح أكرم وفنانين آخرين مثل فائق حسن وجواد سليم مصدر فخر وطني وكانوا أسماء مألوفة في بغداد في الأربعينيات. أسس هو ومجموعة من الفنانين مجموعة أطلق عليها "أصدقاء الفن" عام 1941، حيث ترأسها واشترك في أول معرض لهم، وتمثلت الهيئة الإدارية كل من (سعاد سليم، وعيسى حنا وعطا صبري وجواد سليم) والتي تعتبر أول جمعية فنية في العراق آنذاك.
عمل في دائرة الآثار والتراث بين عامي 1936 و 1963، حيث قام بترميم عينات أثرية مهمة، واكتسب سمعة باعتباره مرممًا ماهرًا. كتب العديد من المقالات في مجلة سومر، المجلة الرسمية لدائرة الآثار. حصل على منحة اليونسكو للسفر إلى المكسيك والولايات المتحدة للتحقيق في مشاريع الترميم في عام 1959. وعند تواجده في الولايات المتحدة تأثر كثيرًا بالفنان الأمريكي جاكسون بولوك. شغل بعد ذلك منصب مدير معمل الآثار العراقية في عام 1964 وتقاعد منها عام 1968، وهو أحد الأعضاء النشطين في نقابة الفنانين التشكيليين العراقيين؛ حيث كان يعرض أعماله بانتظام في المعارض السنوية للجمعية.

## أعماله
عمل في الزيوت والباستيل والألوان المائية وأنتج أيضًا أعمالاً جدارية. ورسم مشاهد تقليدية ومناظر طبيعية بأسلوب واقعي وأيضًا بأسلوب انطباعي، بعد سفره إلى المكسيك والولايات المتحدة في أواخر الخمسينيات من القرن الماضي، بدأ الرسم بأسلوب تنقيطي (باستخدام نقاط ملونة صغيرة أو نقاط متجاورة من الألوان). كان أول فنان عراقي يستخدم هذا الأسلوب، كما جرب الزخارف الآشورية والبابلية في رسوماته.
من أهم الأعمال الإبداعية:
- حيدر خانه
- الأزقة
- شنشنيل
- خشب الموصل
- مسجد الكوفة
- قضبان ضيقة
- دجلة في الليل
- بائع حليب
- زفاف غجري
- غزالة

## وفاته
توفي الفنان أكرم شكري في 1983 عن عمر ناهز الثلاثة وسبعون عاماً.

## روابط خارجية
- أرشيف الفن الحديث - نسخ من الأعمال الفنية التي نهب العديد منها في عام 2003.